# Pseudoporfyrie
Pseudoporfyrie is een huidaandoening met de kenmerken van de stofwisselingsziekte porphyria cutanea tarda, echter zonder de bijbehorende verstoring van het porfyrine-profiel. De ziekte wordt dan ook niet (zoals porfyrie) veroorzaakt door enzymdefecten, maar door sommige medicijnen, UV-blootstelling of nierdialyse. Ook is een associatie gemeld met het gebruik van cola.

## Klachten
De klachten van de huid zijn beperkt tot gebieden die aan zonlicht zijn blootgesteld. De huid is fragiel, er ontstaan blaren die met littekens en milien genezen. Hypertrichose komt voor. Ook bij histologisch onderzoek zijn de tekenen van porfyrie te zien.

## Uitlokkende factoren
Een onvolledige lijst met factoren waarvan beweerd wordt dat ze pseudoporfyrie veroorzaken.
| Factor                                     | Bron                    |
| ------------------------------------------ | ----------------------- |
| Nierdialyse                                | [ 1 ]                   |
| Zonnebank en lichttherapie                 | [ 2 ] [ 3 ]             |
| NSAID's - Rofecoxib - Nabumeton - Naproxen | [ 4 ] [ 5 ] [ 6 ] [ 7 ] |
| Anticonceptiepil                           | [ 8 ]                   |
| Antibiotica                                | [ 9 ] [ 10 ]            |
| Furosemide / Hydrochloorthiazide           | [ 11 ]                  |
| Ciclosporine                               | [ 12 ]                  |
| Amiodaron                                  | [ 13 ]                  |
| Isotretinoïne                              | [ 14 ]                  |
| Fluoro-uracil                              | [ 15 ]                  |
| Cola                                       | [ 16 ]                  |